# 3 Inches of Blood
3 Inches of Blood foi uma banda canadense de heavy metal melódico. O grupo foi formado em 1999 na cidade de Vancouver no Canadá.

## Biografia
O grupo inicialmente se apresentou com apenas Jamie Hooper como vocalista antes da adição de Cam Pipes. Hooper, Sunny Dhak e Bobby Froese, junto com Geoff Trawick e Rich Trawick tocando bateria e baixo, se reuniram para fazer um show único para um grupo antigo deles; no entanto, as coisas correram tão bem ao escrever novo material em um estilo tradicional de metal que eles decidiram continuar sob um novo apelido. O colega de quarto de Rich Trawick na época, Steve Bays (tecladista de Hot Hot Heat], ouviu a demo da primeira gravação da banda e sugeriu que seu amigo de longa data, Cam Pipes, dublasse alguns vocais limpos. Pipes, que aos 10 anos tinha cantado no coral de sua escola, dublou vocais adicionais para o que se tornou o primeiro EP da banda, Sect of the White Worm, na sala de estar do apartamento de Trawick and Bays, e se tornou um membro permanente da banda depois que os resultados de seu trabalho foram aprovados.
Seu álbum de estréia Battlecry Under a Wintersun foi gravado em 2002 e lançado em colaboração com os selos Teenage Rampage e Fashion Before Function. Mais tarde foi remasterizado e re-lançado sob o próprio selo da banda intitulado Minion Music. Este álbum teve um sucesso moderado no mercado canadense, com suas músicas sendo tocadas nas paradas de rádios universitárias e ganhando o Canadian Independent Music Award pelo álbum de metal do ano em 2002. A banda ganhou exposição internacional quando o selo de distribuição britânico da banda decidiu colocá-los como um slot de apoio para uma turnê com a banda de rock The Darkness. Com esta exposição a banda ganhou muita atenção da crítica e aclamação no mundo do metal underground, e eles assinaram um contrato com a grande gravadora subsidiária Roadrunner Records em 2004.

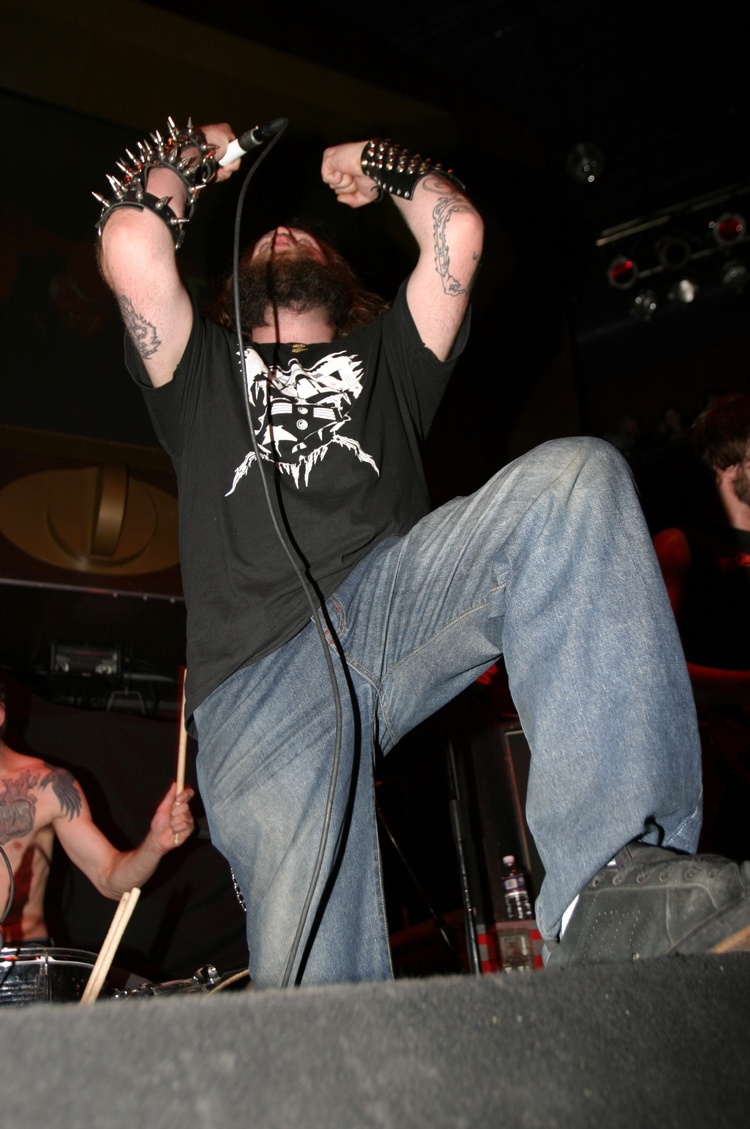
O vocalista Cam Pipes ao vivo no palco.

Em 2004, Geoff Trawick e seu irmão Rich Trawick deixaram a banda seguindo as diferenças pessoais com o resto da banda e as diferenças profissionais com a Roadrunner Records. Matt Wood, baixista da banda de Sludge/Doom Metal Goatsblood, e Brian Redman substituiu-os. Os guitarristas originais Sunny Dhak e Bobby Froese deixaram a banda pouco depois das gravações por volta de julho de 2004 porque "eles não podiam mais se comprometer com turnês e precisavam lidar com alguns assuntos pessoais". Eles também estavam comprometidos com um negócio que tinham montado chamado Bloodstone Press, um local para festas. Mais tarde, Dhak e Froese, juntamente com Mike Payette (que era o terceiro dos quatro acionistas da Bloodstone Press) e Matt Wood (que também é ex-membro do 3 Inches of Blood desde julho de 2005 e que foi substituído por Alexei Rodriguez) fundaram a banda de rock Pride Tiger.
Sunny Dhak e Bobby Froese foram substituídos por Justin Hagberg, que já havia tocado com Cam Pipes na banda de black metal Allfather, e Shane Clark. A Roadrunner lançou um blitz publicitário e a faixa "Deadly Sinners" do segundo lançamento da banda, Advance and Vanquish, apareceu em vários CDs, compilações e até em três jogos de videogame (Tony Hawk's Underground 2, Saints Row 2 e Brütal Legend), criando um enorme hype de imprensa para a banda que fez com que sua popularidade disparasse, com um slot na turnê Road Rage em agosto de 2005 (com bandas como Machine Head e Chimaira) ganhando muitos novos fãs.
Também em 2005, Justin Hagberg gravou as guitarras nas faixas "Dawn of a Golden Age" e "I Do not Wanna Be (A Superhero)" para Roadrunner United: The All Star Sessions. Em outubro de 2006, a banda abriu um show para o Iron Maiden em sua passagem pelos Estados Unidos durante a turnê de A Matter of Life and Death World Tour. O show foi no Verizon Wireless Amphitheater em Irvine, Califórnia.
A banda escreveu seu terceiro álbum de estúdio inteiro em Tacoma, Washington e executou suas novas músicas em vários lugares nas proximidades de Washington. Em dezembro de 2006, a banda começou a gravar material para seu próximo álbum no Armory Studios em sua cidade natal, e revelou que seria intitulado Fire Up the Blades, com Joey Jordison, baterista do Slipknot como produtor. Uma demo de "Goatrider's Horde", que foi gravada em Seattle na primavera de 2006, mais tarde foi disponibilizada para streaming no site oficial da Roadrunner. Outra demo de "Night Marauders" apareceu na quinta compilação do Battle Metal que foi lançado na edição 161 da revista britânica Metal Hammer.
A banda visitou os Estados Unidos durante janeiro e fevereiro de 2007 em apoio ao Cradle of Filth com o The 69 Eyes e, em março, fez uma turnê no Reino Unido com Biomechanical. Em 22 de março de 2007, a banda foi confirmada para se apresentar no segundo palco do Ozzfest. Em 6 de abril de 2007, o site da banda foi completamente redesenhado. Antes do lançamento do Fire Up the Blades, a banda enfatizou que o álbum seria "mais obscuro, direto e perigoso" do que seu álbum de estréia pela Roadrunner Records. Fire Up the Blades foi finalmente lançado no Japão em 28 de maio de 2007 e em todo o mundo em 26 de junho de 2007. Durante a turnê do Ozzfest em 2007, Jamie Hooper foi incapaz de cantar com a banda devido a problemas de garganta que estava enfrentando e foi avisado por médicos que ele poderia danificar sua voz permanentemente se ele não ficasse de repouso. Ele não atuou na turnê do Ozzfest nem na turnê Operation Annihilation. Os vocais extremos foram assumidos pelo guitarrista Justin Hagberg. Hooper não atuou com a banda durante todo o ano de 2007 e 2008.

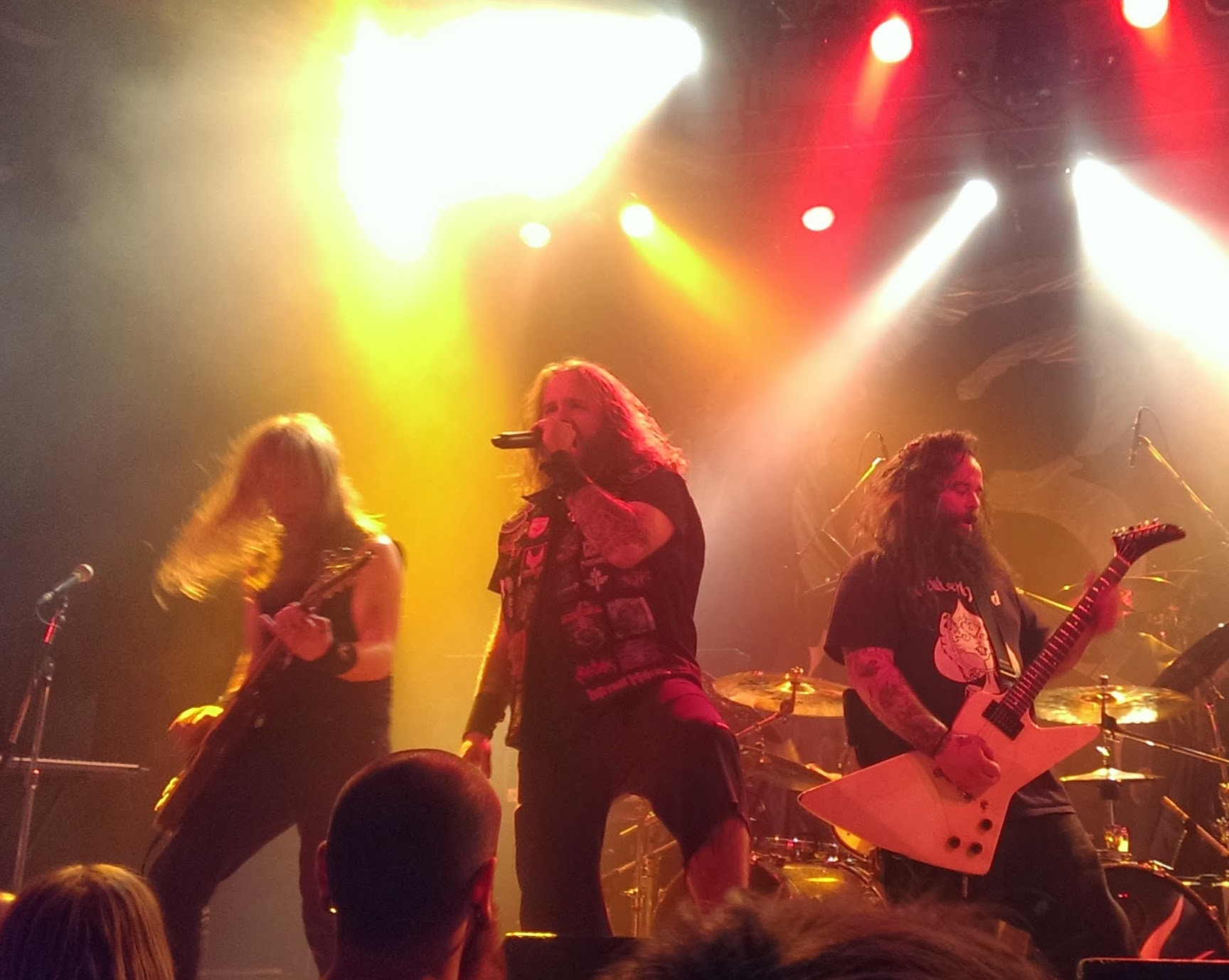
A banda se apresentando em Toronto em 2013.

Após uma briga com o baterista do Saxon, Nigel Glockler em 10 de novembro de 2007 no festival Hard Rock Hell no Reino Unido, o 3 Inches of Blood demitiu o baterista Alexei Rodriguez e emitiu um pedido de desculpas por seu comportamento. A briga deixou Glockler com os óculos quebrados e um olho roxo. Quatro seguranças intervieram e agrediram severamente Rodriguez, hospitalizando o baterista com um cotovelo quebrado. Ele foi substituído por Ash Pearson (do Sound of the Swarm e Just Cause), que mais tarde se juntou à banda permanentemente.
Jamie Hooper deixou a banda permanentemente no final de 2008 e não atuou em Here Waits Thy Doom, tornando-se o primeiro álbum da banda para não apresentar nenhum dos membros originais. Hagberg assumiu os vocais extremos em tempo integral.
A canção "Preacher's Daughter" apresenta todos os quatro membros da banda de sludge metal canadense Bison B.C. (James Farwell, Dan And, Masa Anzai e Brad MacKinnon) cantando vocais de grupo no refrão. O 3 Inches of Blood se apresentou no Rockstar's Mayhem Festival de 2010. Em 9 de setembro de 2010, a banda lançou um vídeo musical para a música "Silent Killer". A canção, "Lords of Change" de seu próximo EP chamado Anthems For The Victorious foi disponibilizada através do Facebook da banda.
Em 26 de março de 2012, a banda lançou o álbum, Long Live Heavy Metal, na América do Norte. Sendo este o segundo álbum da banda lançado através do selo alemão Century Media Records, assim como seu álbum anterior Here Waits Thy Doom.
Em 2 de junho de 2015, foi anunciado que a banda encerraria suas atividades após dois shows finais que ocorreram em 7 e 8 de novembro de 2015. Os shows ocorreram no Commodore Ballroom em Vancouver, sua cidade natal.

## Discografia

### Álbuns de estúdio
- Battlecry Under a Wintersun (2002)
- Advance and Vanquish (2004)
- Fire up the Blades (2007)
- Here Waits Thy Doom (2009)
- Long Live Heavy Metal (2012)

### EPs
- Sect Of The White Worm (2001)
- Anthems For The Victorious (2011)

### Singles
- Ride Darkhorse, Ride (2002)
- Deadly Sinners (2004)
- Goatrider's Horde (2007)